# فريدريك فيشر (عداء مسافات طويلة)
فريدريك فيشر (بالألمانية: Fritz Fischer)‏ هو عداء مسافات طويلة نمساوي، (و. 1908 – 1994 م).

## وصلات خارجية
- فريدريك فيشر على موقع أوليمبيديا (الإنجليزية)